# 何楨
何楨（？年—？年），一作何禎，字元幹，廬江郡灊縣（今屬安徽霍山）人。曹魏弘農郡太守、幽州刺史、廷尉、晉尚書，終官至西晉光祿大夫，封爵雩婁侯。
有文才，著有《許都賦》、《冠儀約制》，有文集一卷（一說五卷）。與張儼有交情。

## 生平
自少家貧，以縛筆織扇維持生計。
青龍元年（公元233年），曹叡召見時任揚州別駕的何楨，令他作《許都賦》，曹叡驚其賦，拜他為祕書郎，但被何禎缺席一個月，明帝發難道：“我本想拜他為秘書丞，怎麼成秘書郎了？”，於是治主事的人罪，升何為秘書右丞。
正始六年（公元245年），何楨被任命為弘農太守，表省函關；期間錄用郡吏楊囂。
嘉平六年（公元254年），司馬師廢魏主曹芳，當時何楨為永寧衛尉。
甘露二年（公元257年），諸葛誕作亂，司馬昭東征，何楨以廷尉身份假節，宣撫淮南。
泰始四年（公元268年），時任尚書的何禎奏請地方官員服舊君喪三個月，朝廷接受其建議。
泰始八年（公元272年）正月，時任監軍的何楨討伐劉猛，數次擊敗他。何楨利誘劉猛屬下的左部帥李恪，李恪斬殺劉猛而投降晉朝。

## 作品
|                | 易稱王公設險，以守其國。 孟軻云：「古者關譏而不征。」關險之設，所由尚矣。 |
| ——《表省函關》 |                                                                           |

|                    | 禮，為貴臣貴妾緦麻三月。夫貴之施賤，猶論恩紀以制服。 況嘗為臣吏、禮遇恩紀，優劣不同，焉可同之一例。 今以為闢舉正職之吏，宜依古為舊君服，不論違適之異，皆齊寥月，其餘郡吏，聞喪盡哀而已。 |
| ——《為舊君反服議》 | |

## 評價
- 尹虞：自古由賤而興者，乃有帝王，何但公卿。若何元幹、侯孝明、唐儒宗、張義允等，並起自寒役，皆內侍外鎮，人無譏者。

## 家庭

### 父親
- 何他，字文奇[20]

### 子辈
- 何龕，後將軍。
  - 何阜，何龛子，淮南內史
    - 何琦，何阜子[21]
- 何勖，車騎將軍。
- 何惲，豫州刺史。[22]
  - 何睿，何惲子，安豐郡太守。妻曹氏。[23]
    - 何充，東晉官至中書監、驃騎將軍、錄尚書事。[24]
    - 何準，何睿第五子、何充弟。

## 史傳
僅有清人湯球所輯的虞預《晉書》有何禎傳，下為輯文：
何楨字元幹。廬江人也。少而好學。為尚書郎。特詔參祕書丞。祕書本有一丞。時尚未轉。遂以楨為右丞。右丞之置。自楨始也。
楨為弘農郡守。有楊囂生為郡吏。楨一見。便待以不臣之禮。遂貢之天朝。
《三國志·管寧傳》裴松之注引《文士傳》：
桢字元幹，庐江人，有文学器幹，容貌甚伟。历幽州刺史、廷尉，入晋为尚书光禄大夫。桢子龛，后将军；勖，车骑将军；恽，豫州刺史；其餘多至大官。自后累世昌阜，司空文穆公充，恽之孙也，贵达至今。

## 其他
案晉光祿大夫何禎解音之于爲曹字，謂魏氏也。